# Ткачев, Павел Иванович
Павел Иванович Ткачёв (3 сентября 1930, с. Скадаиновка, Шахтинский район, Ростовская область СССР — 1 января 1998, г.Минск) — белорусский писатель, критик, литературовед, доктор филологических наук, профессор.

## Биография
Павел Иванович Ткачёв родился 3 сентября 1930 г. в с. Скадаиновка Шахтинского района Ростовской области в семье Ивана Павловича и  Полины Ивановны Ткачевых. После окончания средней школы был диктором и литературным секретарем на радиостудии в г. Павловске Воронежской области. В 1950-1955 гг. учился на отделении журналистики филологического факультета БГУ. Работал в редакциях газет «Зорька», «Пионер Беларуси», журнала «Березка». В 1964-1967 гг. учился в аспирантуре. В 1967 г. защитил диссертацию по творчеству Я. Галана на получение научной степени кандидата филологических наук. C 1969 по 1998 заведовал кафедрой русской классической литературы филологического факультета БГУ, одновременно в 1981 - 1986. был деканом факультета журналистики БГУ. Защитил докторскую диссертацию (1981), стал профессором (1982). Печататься начал в 1947 г. (Павловская районная газета «Луч коммуны»). Издал более 20 художественных книг. П. И. Ткачёв изучал теорию и практику памфлета и других жанров литературы и публицистики. Издал ряд монографий, опубликовал свыше 200 статей, эссе по проблемам теории и практики литературы, публицистики. Написал несколько учебных и методично-учебных пособий и программ, в том числе по литературе русского зарубежья. Много лет являлся членом редколлегии журнала «Вестник БГУ».

## Награды
Награжден 2 медалями, знаком «Отличник высшего образования СССР», удостоен звания «Заслуженный работник высшей школы БССР» (1983). Являлся членом Союза писателей Беларуси, Союза журналистов Беларуси.